# إبراهيم الوائلي
 إبراهيم بن محمد بن عبد الحسين بن محمد بن حرج الوائلي  (1332 هـ - 1914م/ 1408 هـ - 1988 م): أديب، مؤرخ، ناقد، وشاعر عراقي. ولد في البصرة، ونشأ فيها طفولته. ثم سافر بصحبة والده إلى النجف وفيها درس علوم العربية والفقه على يد والده، وبدأ بكتابة الشعر وهو في العشرين من عمره. عمل مدرساً في المدارس الأهلية ببغداد، وأوفد سنة 1946 إلى مصر وأحرز الشهادة الجامعية في الأدب العربي سنة 1949م من جامعة القاهرة، ثم نال الماجستير عام 1956، وعاد إلى بلاده فدرَّس الأدب العربي في كلية الآداب ببغداد. وسجل رسالة الدكتوراه بعنوان التطور والتجديد في الشعر العراقي لكن لم ينل هذه الشهادة لظروف سياسية.ودرس الادب في جامعة بغداد حتى احيل إلى التقاعد
احتل الوائلي مكانة متميزة بين أدباء العراق وكتب عنه كثير منهم يقول الأديب علي الخاقاني: «امتاز الوائلي في شعره بظواهر كانت تبدو عليه من الصغر منها رصانة التعبير وقوة الديباجة وفخامة اللفظ وتصوير الفكرة الجديدة»، وقال عنه الشاعر محمد حسين الصغير: «شاعر كبير وأديب إنساني لامع، ضليع في النحو واللغة والأدب له عدة مؤلفات خطية ومقالات نقدية طبع له الشعر السياسي العراقي في القرن التاسع عشر، كما له ديوان مخطوط».

## مؤلفاته
- ديوان الوائلي.[4]
- اضطراب الكلم عند الزهاوي.
- من أغلاط المثقفين.
- ثورة العشرين في الشعر العراقي.
- الشعر السياسي العراقي في القرن التاسع عشر.
- لغة الشعر العراقي في القرن التاسع عشر
- ديوان الشيخ علي الشرقي النجفي (جمع وتحقيق).
- شرح الفصيح في اللغة (تقديم).

## وفاته
توفى الشاعر إبراهيم الوائلي بعد رحلة طويلة في عصر الجمعة الخامس عشر من أبريل 1988م الموافق 27 شعبان سنة 1408 هـ، ونقل من بغداد إلى النجف ودفن بها.